# Ʉ̋
Cette page contient des caractères spéciaux ou non latins. S’ils s’affichent mal (▯, ?, etc.), consultez la page d’aide Unicode.
Ʉ̋ (minuscule : ʉ̋), ou U barré double accent aigu, est un graphème utilisé dans l’Alphabet phonétique international, dans l’Alphabet scientifique des langues du Gabon ou l’Alphabet général des langues camerounaises, ainsi que dans l’écriture du bété par certains auteurs. Il s'agit de la lettre U barré diacritée d'un double accent aigu.

## Représentations informatiques
Le U barré double accent aigu peut être représenté avec les caractères Unicode suivants (latin étendu B, Alphabet phonétique international, Diacritiques) :
| formes    | représentations | chaînes de caractères | points de code | descriptions                                                   |
| --------- | --------------- | --------------------- | -------------- | -------------------------------------------------------------- |
| majuscule | Ʉ̋               | Ʉ◌̋                    | U+0244 U+030B  | lettre majuscule latine u barré diacritique double accent aigu |
| minuscule | ʉ̋               | ʉ◌̋                    | U+0289 U+030B  | lettre minuscule latine u barré diacritique double accent aigu |